# Soupisky hokejových reprezentací na Světovém poháru 1996
Světového poháru v ledním hokeji 1996 se celkem zúčastnilo osm národních celků.

## Soupiska kanadského týmu
- Trenér: Glen Sather, Marc Crawford, Ed Johnston, Andy Murray [1]

| Pozice  | Hráč               | Hrál v (1995–1996)  |
| ------- | ------------------ | ------------------- |
| Obránce | Rob Blake          | Los Angeles Kings   |
| Útočník | Rod Brind'Amour    | Philadelphia Flyers |
| Brankář | Martin Brodeur     | New Jersey Devils   |
| Obránce | Paul Coffey        | Detroit Red Wings   |
| Obránce | Sylvain Côté       | Washington Capitals |
| Útočník | Vincent Damphousse | Montreal Canadiens  |
| Obránce | Éric Desjardins    | Philadelphia Flyers |
| Útočník | Theoren Fleury     | Calgary Flames      |
| Obránce | Adam Foote         | Colorado Avalanche  |
| Útočník | Adam Graves        | New York Rangers    |
| Útočník | Wayne Gretzky – C  | St. Louis Blues     |
| Brankář | Curtis Joseph      | Edmonton Oilers     |
| Obránce | Ed Jovanovski      | Florida Panthers    |
| Útočník | Claude Lemieux     | Colorado Avalanche  |
| Útočník | Trevor Linden      | Vancouver Canucks   |
| Útočník | Eric Lindros – A   | Philadelphia Flyers |
| Útočník | Mark Messier – A   | New York Rangers    |
| Obránce | Scott Niedermayer  | New Jersey Devils   |
| Obránce | Lyle Odelein       | Montreal Canadiens  |
| Útočník | Keith Primeau      | Detroit Red Wings   |
| Brankář | Bill Ranford       | Boston Bruins       |
| Útočník | Joe Sakic          | Colorado Avalanche  |
| Útočník | Brendan Shanahan   | Hartford Whalers    |
| Obránce | Scott Stevens      | New Jersey Devils   |
| Útočník | Pat Verbeek        | New York Rangers    |
| Útočník | Steve Yzerman – A  | Detroit Red Wings   |

## Soupiska českého týmu
- Trenér: Luděk Bukač, Zdeněk Uher, Slavomír Lener [2]

| Pozice  | Hráč               | Hrál v (1995–1996)      |
| ------- | ------------------ | ----------------------- |
| Útočník | Josef Beránek      | Vancouver Canucks       |
| Útočník | Radek Bonk         | Ottawa Senators         |
| Brankář | Petr Bříza         | Landshut Cannibals      |
| Útočník | Jiří Dopita        | HC Petra Vsetín         |
| Obránce | Roman Hamrlík      | Tampa Bay Lightning     |
| Útočník | Bobby Holík        | New Jersey Devils       |
| Útočník | Jaromír Jágr – A   | Pittsburgh Penguins     |
| Obránce | František Kaberle  | MODO Hockey             |
| Obránce | Drahomír Kadlec    | HC Chemopetrol Litvínov |
| Útočník | Jiří Kučera        | Luleå HF                |
| Útočník | Robert Lang – A    | Los Angeles Kings       |
| Obránce | Stanislav Neckář   | Ottawa Senators         |
| Útočník | Petr Nedvěd        | Pittsburgh Penguins     |
| Útočník | Pavel Patera       | HC Kladno               |
| Útočník | Martin Procházka   | HC Kladno               |
| Útočník | Robert Reichel – C | Frankfurt Lions         |
| Útočník | Martin Ručinský    | Montreal Canadiens      |
| Obránce | Jiří Šlégr         | Edmonton Oilers         |
| Útočník | Martin Straka      | Florida Panthers        |
| Obránce | Michal Sýkora      | San Jose Sharks         |
| Útočník | Petr Sýkora        | New Jersey Devils       |
| Brankář | Roman Turek        | Nürnberg Ice Tigers     |
| Obránce | Jiří Veber         | HC Petra Vsetín         |
| Útočník | Otakar Vejvoda     | HC Kladno               |
| Obránce | Jiří Vykoukal      | HC Sparta Praha         |

## Soupiska finského týmu
- Trenér: Curt Lindström, Hannu Aravirta [3]

| Pozice  | Hráč               | Hrál v (1995–1996)      |
| ------- | ------------------ | ----------------------- |
| Útočník | Raimo Helminen – A | Malmö IF                |
| Útočník | Sami Kapanen       | Hartford Whalers        |
| Brankář | Markus Ketterer    | Färjestad BK            |
| Obránce | Marko Kiprusoff    | Montreal Canadiens      |
| Útočník | Saku Koivu – A     | Montreal Canadiens      |
| Útočník | Jari Kurri – C     | New York Rangers        |
| Obránce | Janne Laukkanen    | Ottawa Senators         |
| Útočník | Jere Lehtinen      | Dallas Stars            |
| Obránce | Jyrki Lumme        | Vancouver Canucks       |
| Brankář | Jarmo Myllys       | Luleå HF                |
| Útočník | Mika Nieminen      | Grasshopper Club Zürich |
| Obránce | Janne Niinimaa     | Jokerit Helsinky        |
| Obránce | Petteri Nummelin   | Frölunda HC             |
| Obránce | Teppo Numminen     | Winnipeg Jets           |
| Útočník | Kai Nurminen       | HV71                    |
| Útočník | Janne Ojanen       | Tappara                 |
| Útočník | Ville Peltonen     | San Jose Sharks         |
| Útočník | Juha Riihijärvi    | Lukko Rauma             |
| Útočník | Christian Ruuttu   | Frölunda HC             |
| Útočník | Teemu Selanne      | Mighty Ducks of Anaheim |
| Obránce | Mika Strömberg     | Jokerit Helsinky        |
| Brankář | Kari Takko         | Ässät Pori              |
| Obránce | Hannu Virta        | Grasshopper Club Zürich |
| Útočník | Juha Ylönen        | Jokerit Helsinky        |

## Soupiska německého týmu
- Trenér: George Kingston, Erich Kuhnhackl, Jim Setters [4]

| Pozice  | Hráč              | Hrál v (1995–1996)      |
| ------- | ----------------- | ----------------------- |
| Útočník | Jan Benda         | HC Slavia Praha         |
| Obránce | Brad Bergen       | Düsseldorfer EG         |
| Útočník | Thomas Brandl     | Kölner Haie             |
| Útočník | Benoit Doucet     | Düsseldorfer EG         |
| Útočník | Peter Draisaitl   | Kölner Haie             |
| Obránce | Erich Goldmann    | Adler Mannheim          |
| Útočník | Jochen Hecht      | Adler Mannheim          |
| Útočník | Dieter Hegen      | Düsseldorfer EG         |
| Obránce | Mike Heidt        | Landshut Cannibals      |
| Brankář | Josef Heiss       | Kölner Haie             |
| Útočník | Florian Keller    | Rosenheim Star Bulls    |
| Obránce | Torsten Kienass   | Düsseldorfer EG         |
| Brankář | Olaf Kölzig       | Washington Capitals     |
| Obránce | Daniel Kunce      | Kaufbüren Eagles        |
| Obránce | Mirko Lüdemann    | Kölner Haie             |
| Útočník | Andreas Lupzig    | Kölner Haie             |
| Útočník | Mark MacKay       | Schwenninger Wild Wings |
| Brankář | Klaus Merk        | Berlin Capitals         |
| Obránce | Jason Meyer       | Kölner Haie             |
| Obránce | Daniel Nowak      | Schwenninger Wild Wings |
| Útočník | Reemt Pyka        | Krefeld Pinguine        |
| Útočník | Jürgen Rumrich    | Berlin Prüssen Devils   |
| Útočník | Alexander Serikow | Adler Mannheim          |
| Útočník | Leo Stefan        | Kölner Haie             |
| Útočník | Stefan Ustorf     | Washington Capitals     |
| Obránce | Markus Wieland    | Rosenheim Star Bulls    |

## Soupiska ruského týmu
- Trenér: Boris Michajlov, Sergej Makarov, Jevgenij Zimin [5]

| Pozice  | Hráč               | Hrál v (1995–1996)      |
| ------- | ------------------ | ----------------------- |
| Útočník | Sergej Berezin     | Cologne Sharks          |
| Útočník | Pavel Bure*        | Vancouver Canucks       |
| Útočník | Valerij Bure       | Montreal Canadiens      |
| Útočník | Sergej Fjodorov    | Detroit Red Wings       |
| Obránce | Vjačeslav Fetisov  | Detroit Red Wings       |
| Obránce | Sergej Gončar      | Washington Capitals     |
| Obránce | Alexandr Karpovcev | New York Rangers        |
| Obránce | Darjus Kasparajtis | New York Islanders      |
| Brankář | Nikolaj Chabibulin | Winnipeg Jets           |
| Útočník | Andrej Kovalenko   | Colorado Avalanche      |
| Útočník | Alexej Kovaljov    | New York Rangers        |
| Útočník | Vjačeslav Kozlov   | Detroit Red Wings       |
| Útočník | Igor Larionov      | San Jose Sharks         |
| Obránce | Vladimir Malachov  | Montreal Canadiens      |
| Útočník | Alexandr Mogilnyj  | Vancouver Canucks       |
| Útočník | Sergej Němčinov    | New York Rangers        |
| Útočník | Andrej Nikolišin   | Hartford Whalers        |
| Útočník | Alexandr Semak     | New York Islanders      |
| Brankář | Michail Štalenkov  | Mighty Ducks of Anaheim |
| Brankář | Andrej Trefilov    | Buffalo Sabres          |
| Obránce | Oleg Tverdovskij   | Winnipeg Jets           |
| Obránce | Igor Uljanov       | Tampa Bay Lightning     |
| Útočník | Alexej Jašin       | Ottawa Senators         |
| Obránce | Dmitrij Juškevič   | Toronto Maple Leafs     |
| Útočník | Valerij Zelepukin  | New Jersey Devils       |
| Útočník | Alexej Žamnov      | Winnipeg Jets           |
| Obránce | Alexej Žitnik      | Buffalo Sabres          |
| Obránce | Sergej Zubov       | Pittsburgh Penguins     |

## Soupiska slovenského týmu
- Trenér: Jozef Golonka, Vincent Lukáč, Dušan Žiška [6]

| Pozice  | Hráč               | Hrál v (1995–1996)   |
| ------- | ------------------ | -------------------- |
| Obránce | Jerguš Bača        | Milwaukee Admirals   |
| Útočník | Peter Bartoš       | MHC Martin           |
| Útočník | Peter Bondra       | Washington Capitals  |
| Obránce | Matej Bukna        | HC Košice            |
| Útočník | Zdeno Cíger        | Edmonton Oilers      |
| Útočník | Pavol Demitra      | Ottawa Senators      |
| Brankář | Jaromír Dragan     | HC Košice            |
| Obránce | Ivan Droppa        | Chicago Blackhawks   |
| Útočník | Oto Haščák         | ESV Kaufbeuren       |
| Útočník | Slavomír Ilavský   | HC Košice            |
| Obránce | Stanislav Jasečko  | HC Košice            |
| Útočník | Ľubomír Kolník     | Kiekko-Espoo         |
| Obránce | Stanislav Medřík   | AC ZPS Zlín          |
| Brankář | Roman Mega         | HC Slovan Bratislava |
| Útočník | Žigmund Pálffy     | New York Islanders   |
| Útočník | Vlastimil Plavucha | HC Košice            |
| Útočník | Ľubomír Rybovič    | HC Košice            |
| Obránce | Ľubomír Sekeráš    | HC Oceláři Třinec    |
| Obránce | Marián Smerčiak    | HK Dukla Trenčín     |
| Útočník | Jozef Stümpel      | Boston Bruins        |
| Útočník | Miroslav Šatan     | Edmonton Oilers      |
| Obránce | Róbert Švehla      | Florida Panthers     |
| Obránce | Ján Varholík       | HC Košice            |
| Obránce | Ľubomír Višňovský  | HC Slovan Bratislava |
| Útočník | Jozef Voskár       | HC Slovan Bratislava |
| Útočník | Richard Zedník     | Washington Capitals  |

## Soupiska švédského týmu
- Trenér: Kent Forsberg, Tommy Tomth, Barry Smith [7]

| Pozice  | Hráč                 | Hrál v (1995–1996)  |
| ------- | -------------------- | ------------------- |
| Brankář | Tommy Salo           | New York Islanders  |
| Brankář | Tommy Söderström     | New York Islanders  |
| Obránce | Tommy Albelin        | Calgary Flames      |
| Brankář | Johan Hedberg        | Leksands IF         |
| Obránce | Calle Johansson      | Washington Capitals |
| Obránce | Roger Johansson      | Färjestad BK        |
| Obránce | Leif Rohlin          | Vancouver Canucks   |
| Obránce | Kenny Jönsson        | New York Islanders  |
| Obránce | Mattias Norström     | Los Angeles Kings   |
| Obránce | Nicklas Lidström – A | Detroit Red Wings   |
| Obránce | Peter Popovic        | Montreal Canadiens  |
| Útočník | Daniel Alfredsson    | Ottawa Senators     |
| Útočník | Mikael Andersson     | Tampa Bay Lightning |
| Útočník | Niklas Andersson     | New York Islanders  |
| Útočník | Jonas Bergkvist      | Leksands IF         |
| Útočník | Ulf Dahlén           | San Jose Sharks     |
| Útočník | Peter Forsberg – A   | Colorado Avalanche  |
| Útočník | Johan Garpenlöv      | Florida Panthers    |
| Útočník | Tomas Holmström      | Luleå HF            |
| Útočník | Andreas Johansson    | New York Islanders  |
| Útočník | Patrik Juhlin        | Philadelphia Flyers |
| Útočník | Fredrik Nilsson      | Kansas City Blades  |
| Útočník | Michael Nylander     | HC Lugano           |
| Útočník | Markus Näslund       | Vancouver Canucks   |
| Útočník | Mats Sundin – C      | Toronto Maple Leafs |
| Útočník | Niklas Sundström     | New York Rangers    |

## Soupiska amerického týmu
- Trenér: Ron Wilson, John Cunniff, Paul Holmgren, Keith Allain [8]

| Pozice  | Hráč              | Hrál v (1995–1996)      |
| ------- | ----------------- | ----------------------- |
| Útočník | Tony Amonte       | Chicago Blackhawks      |
| Brankář | Jim Carey         | Washington Capitals     |
| Obránce | Shawn Chambers    | New Jersey Devils       |
| Obránce | Chris Chelios     | Chicago Blackhawks      |
| Útočník | Adam Deadmarsh    | Colorado Avalanche      |
| Útočník | Bill Guerin       | New Jersey Devils       |
| Obránce | Derian Hatcher    | Dallas Stars            |
| Obránce | Kevin Hatcher     | Dallas Stars            |
| Brankář | Guy Hebert        | Mighty Ducks of Anaheim |
| Obránce | Phil Housley      | New Jersey Devils       |
| Útočník | Brett Hull        | St. Louis Blues         |
| Útočník | Steve Konowalchuk | Washington Capitals     |
| Útočník | Pat LaFontaine    | Buffalo Sabres          |
| Útočník | John LeClair      | Philadelphia Flyers     |
| Obránce | Brian Leetch – C  | New York Rangers        |
| Útočník | Shawn McEachern   | Boston Bruins           |
| Útočník | Mike Modano       | Dallas Stars            |
| Útočník | Joel Otto         | Philadelphia Flyers     |
| Brankář | Mike Richter      | New York Rangers        |
| Útočník | Brian Rolston     | New Jersey Devils       |
| Obránce | Mathieu Schneider | Toronto Maple Leafs     |
| Útočník | Bryan Smolinski   | Pittsburgh Penguins     |
| Obránce | Gary Suter        | Chicago Blackhawks      |
| Útočník | Keith Tkachuk     | Winnipeg Jets           |
| Útočník | Doug Weight       | Edmonton Oilers         |
| Útočník | Scott Young       | Colorado Avalanche      |